# Nostalgija (film)
Nostalgija (rusko Ностальгия, italijansko Nostalghia) je sovjetsko-italijanski dramski film iz leta 1983, ki ga je režiral Andrej Tarkovski in zanj tudi napisal scenarij skupaj s Toninom Guerro, v glavnih vlogah pa nastopajo Oleg Jankovski, Domiziana Giordano in Erland Josephson. Film prikazuje ruskega pisatelja Andreja Gorčakova (Tarkovski), ki obišče Italijo zaradi raziskovanja o ruskem skladatelju iz 18. stoletja, toda muči ga domotožje. Film vsebuje avtobiografske elemente iz izkušnje Tarkovskega ob bivanju v Italiji ter tudi teme nostalgije in neprenosljivosti umetnosti in kulture. To je bil prvi film Tarkovskega posnet izven Sovjetske zveze. Posnet je bil v Italiji s podporo Mosfilma, tudi večina dialogov je v italijanščini. Ko je Mosfilm odtegnil podporo, je Tarkovski pridobil podporo italijanske RAI in francoske družbe Gaumont. Andreja Tarkovskega so za film "Nostalgija" navdihnile magične realistične podobe slikarke Galije Šabanove.
Film je bil premierno prikazan maja 1983 na Filmskem festivalu v Cannesu, kjer je bil nominiran za zlato palmo, osvojil pa je nagradi Mednarodnega združenja filmskih kritikov in ekumenske žirije ter nagrado za najboljšo režijo. Sovjetske oblasti so posredovale proti podelitvi glavne nagrade zlata palma, zaradi česar Tarkovski ni nikoli več snemal v Sovjetski zvezi. V anketi 846 filmskih delavcev revije Sight & Sound Britanskega filmskega inštituta leta 2012 za seznam najboljših filmov vseh časov je prejel devet glasov. Donatella Baglivo je posnel dokumentarni film o snemanju filma z naslovom Andrey Tarkovsky in Nostalghia (1984), ki prikazuje ozadje snemanja ter intervjuje z igralci in ekipo.

## Vloge
- Oleg Jankovski kot Andrej Gorčakov
- Erland Josephson kot Domenico
- Domiziana Giordano kot Eugenia
- Delia Boccardo kot Zoe
- Patrizia Terreno kot Andrejeva žena
- Laura De Marchi kot sobarica